# Хэппи-энд (сериал)
«Хэппи-энд» или «Happy End» — российский драматический сериал режиссёра Евгения Сангаджиева об индустрии вебкама, премьера которого состоялась 1 апреля 2021 года на сервисе more.tv. Главные роли в нём сыграли Денис Власенко и Лена Тронина. Шоу было высоко оценено критиками. 

## Сюжет
Герои сериала — двое молодых людей, Влад и Лера, которые экстренно переезжают из родной провинции в Москву и начинают работать в мире вебкама и порно. Из-за этого их отношения проходят серьёзную проверку на прочность.

## В ролях
- Денис Власенко — Влад
- Лена Тронина — Лера
- Александр Горчилин — Макс
- Любовь Толкалина — Полина
- Даниил Воробьёв — Эдик
- Лукерья Ильяшенко — Яна
- Алексей Агранович — папа Леры
- Евгения Добровольская — мама Влада
- Александра Ребенок — Саша, подруга Полины
- Алексей Макаров — Дмитрий, друг Полины

## Создание и оценки
Пилотный эпизод сериала, с Павлом Табаковым и Сафией Яруллиной в главных ролях, снял Роман Прыгунов. Затем проект был перезапущен с новой командой. Режиссёром стал дебютант Евгений Сангаджиев, главные роли достались совсем молодым актёрам Денису Власенко и Лене Трониной. Премьерный показ сериала, включающего восемь эпизодов, начался 1 апреля 2021 года на сервисе more.tv. В роли саунд-продюсера «Хэппи-энда» дебютировала певица Манижа.
В начале 2022 года сериал был продлён на второй сезон, в котором, по словам режиссёра, будет рассказана новая сюжетная история. После этого о работе над сезоном не сообщалось.
Критики отмечают выдающиеся и точные актёрские работы исполнителей главных героев — Трониной и Власенко. «Хэппи-энд» характеризуется ими как дерзкий проект, разрушающий характерные для российского киноискусства табу и ориентирующийся на лучшие западные образцы, «нетфликсовский по ДНК». Звучали мнения о «перегибах откровенности» в сериале, о том, что «Хэппи-энд» слишком романтизирует индустрию вебкама.